# Nashville (Indiana)
Pour les articles homonymes, voir Nashville (homonymie).
La ville américaine de Nashville est le siège du comté de Brown, situé dans l'Indiana. Lors du recensement de 2010, elle comptait 803 habitants.

## Histoire
La localité a été fondée en 1836 sous le nom de Jacksonburg.